# Epikleza
Epikleza (gr. wezwanie) – prośba skierowana do Boga, aby pobłogosławił lub uświęcił rzecz stworzoną (por. 1. List do Tymoteusza 4, 1-5). W anaforze kanonu mszalnego epikleza jest modlitwą błagalną, aby Duch Święty zstąpił na dary ofiarne i przemienił je w ciało i krew Jezusa Chrystusa dla duchowego pożytku tych, którzy je przyjmują.
W średniowieczu trwał spór o to, czy konsekracja dokonywała się przez słowa ustanowienia, jak to utrzymywali łacinnicy, czy łącznie z następującą epiklezą, jak to jest w większości anafor tradycji greckich i w ogóle wschodniej (por. DH 1017, 2718, 3556). Reforma liturgiczna dokonana po Soborze Watykańskim II sprawiła, że w nowych modlitwach eucharystycznych umieszczono epiklezę przed konsekracją (prośba, aby przemienione zostały dary) i po konsekracji (prośba, aby przemienieni zostali przystępujący do komunii świętej). Wydaje się, że dyskusja, czy modlitwy Uświęć tę ofiarę (łac. quam oblationem = tę ofiarę) przed konsekracją oraz Racz wejrzeć na nie (łac. Supra quae) i Pokornie Cię błagamy (łac. Supplices te) po konsekracji w starym kanonie rzymskim (pierwsza modlitwa eucharystyczna) są częściami epiklezy, została rozstrzygnięta na korzyść opinii, iż cała anafora jest epiklezą.